# Saint-Pierre-des-Ifs, Eure
Saint-Pierre-des-Ifs là một xã của tỉnh Eure, thuộc vùng Normandie, miền bắc nước Pháp.